# SV Eintracht Hohkeppel
El SV Eintracht Hohkeppel es un equipo de fútbol de Alemania que juega en la Mittelrheinliga, una de las ligas que conforman la quinta división nacional.

## Historia
Fue fundado el 19 de marzo de 1966 en la ciudad de Lindlar en el estado de Renania del Norte-Westfalia y cuenta con secciones en tenis, tenis de mesa y voleibol además de fútbol. Los futbolistas jugaron inicialmente sólo a nivel de distrito durante décadas hasta que el boom deportivo comenzó en los años 2010 con el ascenso al Kreisliga B, que fue seguido cuatro años después por la promoción a la Kreisliga A. En 2016 el Eintracht fue ascendido a la Bezirksliga. Cuatro años más tarde, fue ascendido a la Landesliga antes de mudarse a la Mittelrheinliga en 2022. En la temporada 2023/24, se logró la promoción deportiva a la Regionalliga West. El club planea tener como sede el estadio del 1. FC Düren, el Westkampfbahn. El propio estadio de Lindlar - Kottingen está programada una inversión en remodelaciones por 1,75 millones de Euros, se reconstruirá para ser actualizado y cumplir con las condiciones de la Regionalliga.
SV Eintracht Hohkeppel cuenta con un total de cinco departamentos, de los cuales el fútbol está más fuertemente representado. El equipo de tenis se encuentra el 2. Bezirksligaen el que hay 100 miembros en total, donde el jefe de departamento es Pascal Schiffer. El primer equipo de tenis de mesa (a cargo de Edmund Basler) se encuentra a la 1. Bezirksliga, el equipo de voleibol (al mando de Claus Louven) no participa en competiciones oficiales. Las actividades deportivas como caminata nórdica o Pilates se ofrecen a través del deporte de base por Stefanie Diekmann.

## Palmarés
- Mittelrheinliga: 2022, 2024
- Landesliga Mittelrhein: 2020